# Echeandia hirticaulis
Echeandia hirticaulis är en sparrisväxtart som beskrevs av Robert William Cruden. Echeandia hirticaulis ingår i släktet Echeandia och familjen sparrisväxter. Inga underarter finns listade i Catalogue of Life.